# Гари Невил
Гари Александер Невил (енгл. Gary Alexander Neville; Бери, 18. фебруар 1975) је бивши енглески фудбалер, десни одбрамбени играч Манчестер Јунајтеда и енглеске репрезентације. Његов млађи брат Фил Невил је такође био фудбалер.